# Renta en el Reino Unido

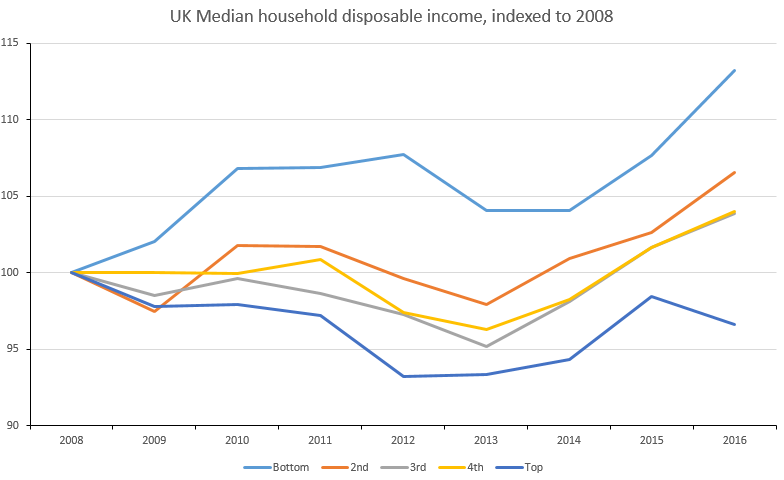
Rentas familiares disponibles medias de Reino Unido por grupo de renta entre 2008-2016, indexado a 2008

En términos de criterios de pobreza global, el Reino Unido es un país rico, virtualmente sin ninguna persona viviendo con menos de 4£ al día. En 2012/13, la renta personal media era de aproximadamente 21.000£ al año, pero variaba considerablemente según la edad, la ubicación, la fuente de datos y la ocupación. Hay tanto una redistribución de ingresos como una desigualdad de ingresos significantes. Por ejemplo, en 2013/14, la renta antes de impuestos y beneficios en el quinto superior y en el quinto inferior de las familias fue de 80.000£ y 5.500£ respectivamente (15:1). Después de impuestos y beneficios, las disparidades de renta familiar se redujeron significativamente a 60.000£ y 15.500£ (4:1).
El Coeficiente de Gini del Reino Unido en 2013/14 fue estimado en 0,34. En 2015 había 720.000 millonarios en Reino Unido (1 de cada 65 adultos). En la década posterior a 2003, los ingresos se estancaron de forma generalizada, con pequeños incrementos entre los desempleados y los grupos con mayores rentas, y descensos para los empleados con rentas bajas.

## Renta imponible

Percentiles de las rentas anuales para contribuyentes en el Reino Unido, antes y después del impuesto sobre la renta. En el archivo SVG, desplazarse sobre un gráfico para destacarlo.

### Renta por ubicación

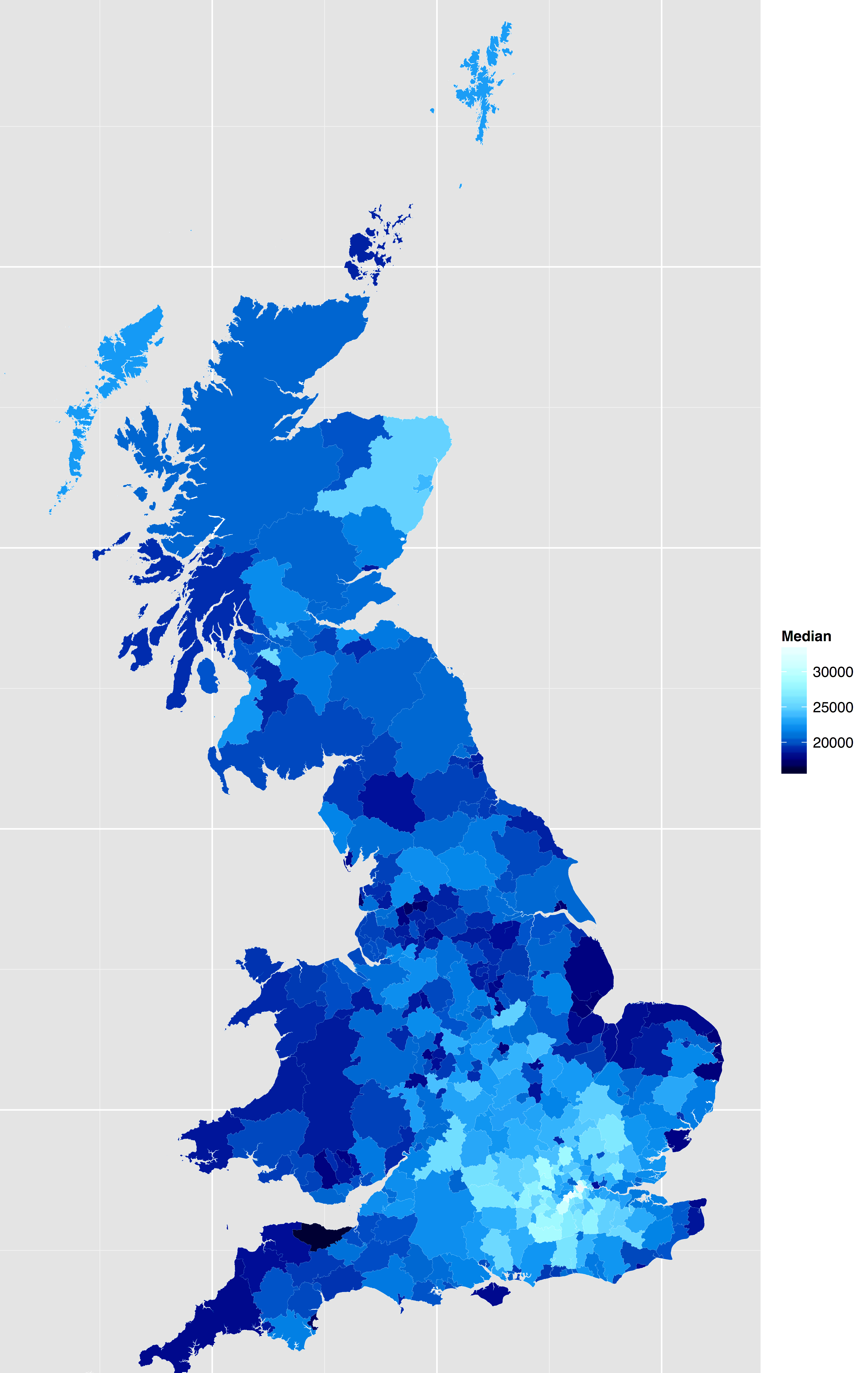
Renta media por ubicación en la isla de Gran Bretaña

## Renta familiar después de impuestos

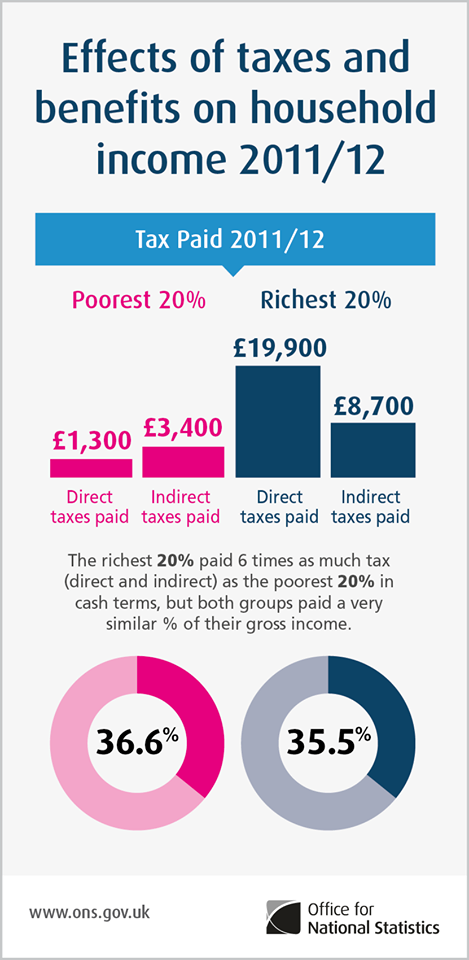